# Ephesia mariana
Ephesia mariana är en fjärilsart som beskrevs av Jules Pièrre Rambur 1858. Ephesia mariana ingår i släktet Ephesia och familjen nattflyn. Inga underarter finns listade i Catalogue of Life.